# サンセットパーク
サンセットパーク（正式にはFMサンセットパーク）は、関東・甲信越地方5都県のNHK-FMで1998年4月1日から2011年3月25日まで平日午後6時台に放送されていた音楽リクエスト番組。
この記事では、1997年度まで放送されていた前身番組の『夕べの広場』（ゆうべのひろば）についても一部解説する。

## 解説
NHK-FMの平日午後6時台は各ブロックごとに独自のローカル番組を放送する枠となっている。1989年（平成元年）度までは、3大都市圏の県域を含む全国すべての都道府県でラジオ第1放送（R1）とは別のローカル番組が制作され、この時は東京だけが『夕べの広場』、その他の局は『夕べのひと時』のタイトルを使っていた。
1990年度からは、全国を8つのブロックに分け、各ブロックごとの基幹局から放送することにした。『夕べの広場』は関東・甲信越ブロックのローカル番組と位置付けられ、東京・渋谷の放送センターから関東の各県域局にネットされた。但し前橋放送局はネットを拒否して独自の『夕べのひととき』を継続、千葉放送局もタイトルこそ同じ『夕べの広場』ながらも毎週金曜日に限って独自番組を放送した。
しかし、1990年代の関東地方では総合テレビの県域放送を行っていなかったことから、それを補完するべく2000年（平成12年）以降、各県独自の番組が徐々に復活。末期には実質東京都内向けのローカル放送となっていた。ただ、東京タワーから発信されるFM放送の電波は関東平野のほぼ全域に届くため、東京都外の聴取者も最後まで多くいた。
また、祝日はこの番組を含め各放送局のローカル番組を休止し「今日は一日○○三昧」などの特別番組が放送される。

### 他波への移行と番組の終焉
ところが、NHK会長が橋本元一に交代した2007年度以降、FM放送のローカル番組は総合テレビの県域放送ができない3大都市圏の県域局に事実上限定する方針を打ち出した。
2001年度に『FM水戸アップデート』を立ち上げた水戸放送局は、2004年の地デジ県域放送開始と同時に『こんにちはいばらきわいわいスタジオ』も立ち上げ、2008年4月、『水戸アップデート』はテレビに事実上移行する形で取りやめ。東京からの当番組のネットを再開した。
そして、松本正之が会長に就任した直後の2011年（平成23年）4月改編で、関東・北海道・東北・中国・四国ブロックのFMローカル番組が一斉に取りやめられることになり、当番組はタイトル変更から13年、夕べの広場の時代から数えると30年近い歴史に終止符を打った。
総合テレビの県域編成がない横浜・さいたま・千葉の3つの放送局は独自編成を継続したが、東京局はFMの深夜番組である「とことん○○」の再放送にこの時間帯を充てたため、「都内向け」の番組は当番組終了を持って事実上廃止となった。

なお地デジ県域放送の開始が迫っていた宇都宮・前橋の両局は、暫定措置として2011年度までこの時間帯のローカル番組を放送した後、翌2012年（平成24年）4月改編で総合テレビに移行する形で終了した。

## 沿革
パーソナリティはおよそ2年で交替しているが例外もあり、細かいため割愛。外部リンクを参照。
- 1998年（平成10年）4月　それまで放送していた『夕べの広場』に替わる番組としてスタート。
- 2001年（平成13年）
  - 4月
    - 水戸放送局が県域番組『FM水戸アップデート』放送開始[3]、ネットいったん中止。
    - 浦和放送局が月最終金曜日のみ県域番組『初恋ハミング情報局』放送開始、ネット日数縮小。同局は翌月さいたま市発足で“さいたま放送局”に改称。

  - 「週刊・音発見」「東京散歩」二つの新コーナースタート。火曜日のゲストコーナーと水曜日の観光情報が廃止。
  - 10月
    - 千葉放送局が県域番組放送日を金曜日のみから全平日に拡大し『まるごと千葉60分』開始、ネット取り止め。

  - 11月
    - 火曜日のゲストコーナーが不定期ながらも復活。

  - 12月
    - 宇都宮放送局県域番組『とちぎ6時です!』放送開始、ネット取り止め。
    - さいたま放送局が県域番組を月最終金曜日のみから毎週放送に拡大変更、金曜日の放送を取り止め。
- 2002年（平成14年）4月　『ミュージックプラザ』放送開始により、それまで使用していたCR-402スタジオが18:00まで『ミュージックプラザ』第二部で使用するようになった為、CR-401スタジオからの放送に変更。
- 2003年（平成15年）4月　テレビ放送50年記念、地球環境キャンペーン「環境メッセージ」のコーナーが1年限定で設けられる。そのため「ゆったり音時間」「東京散歩」は隔週の放送となる。
- 2004年（平成16年）4月
  - 横浜放送局が県域番組を月曜日から金曜日までに拡大[4]し『よこはまポートスタジオ』放送開始、ネット取り止め。
  - 奏者・インストゥルメンタルアーティストなどのゲストコーナーは月曜日に分離される。
  - 金曜日にテーマリクエスト企画が始まる。
- 2005年（平成17年）
  - 4月
    - 番組が一新され、それまで嘱託アナウンサーだったパーソナリティが若い現役アナと女性に変更された。
    - リクエスト募集ジャンルが月曜日と水曜日、木曜日と金曜日で入れ替えとなった。
    - 木曜日のテーマリクエストが隔月となる。

  - 12月
    - 月曜日にアルファベットリクエスト企画スタート。
- 2006年（平成18年）4月　エンディングテーマを季節毎にチェンジする。
- 2008年（平成20年）4月　パーソナリティ、テーマ曲、リクエストジャンルを一新。FAXでのリクエスト受付開始。
- 2009年（平成21年）
  - 3月30日
    - 水戸局が8年振りにネット再開。
    - メールでの受付開始。
    - 金曜日の放送ジャンルがジャズに変更。

  - 10月
    - 金曜日のみサテライトスタジオ「NHK＠キャンパス」で同日午後の同時パッケージ撮って出し放送となる。
- 2010年（平成22年）
  - 3月29日
    - さいたま放送局が県域番組『日刊!さいたま～ず』放送開始、全曜日でネット取り止め。
- 2011年（平成23年）
  - 3月11日～18日
    - 東日本大震災の報道番組並びに安否情報放送のため全面休止。

  - 3月22日～24日
    - 普段は放送されない東北ブロック、関西ブロックでも放送される。

  - 3月25日
    - 13年の歴史に幕を閉じ終了。東北ブロックでも放送される。

## パーソナリティ
- 月曜日・水曜日：横山亜紀子（2011年1月31日～）
- 火曜日・木曜日・金曜日：山本由布子

## 放送ジャンル
- 月曜日：洋楽
- 火曜日：J-POP（旧水曜日ジャンルの民放番組テーマ曲も対応）
- 水曜日：イージーリスニング
- 木曜日：映画音楽
- 金曜日：ジャズ

## 選曲
2008年4月以前は選曲者がいて、エンディングにはパーソナリティとともに選曲者の名前も呼ばれることがあった。

そのためリクエストには選曲者宛にも質問が投げかけられることがあったが、ほとんど声出しすることはなく黒衣に徹していた。

2008年4月からはパーソナリティが選曲も担当するようになった。

## テーマミュージック
オープニングテーマ
- 2005・2006年度／小林香織「サンセット・オーシャン」（アルバム「SOLAR」（JVC:VICJ-61267）収録）
- 2007年度／沖仁「雨上がりのマーチ」（アルバム「Nacimiento～誕生～ 」（東芝EMI:TOCT-26100）収録）
- 2008年度～／山中千尋「ラッキー・サザン」（アルバム「アビス」（ユニバーサル:UCCJ-2060）収録）

エンディングテーマ
- 2006年度より月替わりとなっている。
- 2006年4月-5月／平野公崇「I'll Close My Eyes」（アルバム「l'air」（コロムビアミュージックエンタテインメント:COCB-53302）収録）

## コーナー
- 月曜日：今週のアーティスト
  - 2008年1月からスタート。放送日に近い日にゆかりのあるアーティストの曲のリクエストを受け付ける。
  - 初回1月7日はレッド・ツェッペリン。9日がジミー・ペイジの誕生日であることから。
- 火曜日・水曜日：ゲストコーナー
  - 18:20頃から10分程度。火曜日は月最終週を除く毎週J-POP・歌謡曲の歌手を迎える。
  - 毎月最終火曜日はゲストコーナーなしのオールリクエスト。題して「リスナー感謝デー」。
  - 水曜日は不定期で奏者やジャズシンガーを迎える。
- 木曜日・金曜日：観光情報
18:20頃から10分程度。関東・甲信越の観光協会を電話で結んでまつりや展示会などの紹介を行う。
- 木曜日：テーマリクエスト
奇数月のみ実施。リスナーからの提案に基づいて募集テーマを決定し、リクエスト募集する。

### 終了したコーナー
- 全放送日：環境メッセージ
2003年度の企画。NHKに寄せられた環境メッセージの紹介。
- 月曜日：週刊・音発見
2001・2002年度の企画。当時月曜日の対象がイージーリスニングであった事にちなんだコーナー。小野恭子が音にまつわるスポット、話題をリポート。
- 月曜日：ゆったり音時間
2003年度に隔週で放送された企画。「週刊・音発見」に替わり、小野恭子が「癒しの音」にこだわっての話題をリポート。
- 月曜日：アルファベットリクエスト
2005年11月からスタート。月間で特定のアルファベットで始まるアーティスト名の曲のリクエストを受け付け（例："C"で始まるアーティスト名）。
  - 2005年11月(A),12月(B)はアーティスト、曲名どちらでも可。2006年1月(C)からアーティスト名のみ
  - 2006年2月はD、3月はE、以下O,F,R,H,V,M,L,Y,S
  - 2007年1月は前月と同じS、以下I,G,N,P,W,J,XとZ（8月は2文字同時）,Q,K,T,U
  - 2007年12月の"U"で全26文字終了。
  - かかった曲数：292曲
- 水曜日：東京散歩
普段は選曲を担当している東涼子が都内各地をリポート。2001・2002年度は毎週、2003・2004年度は隔週放送。
- 金曜日：しりとりリクエスト
  - 2008年3月終了の企画。特定のかな字で始まる曲名のリクエストを募集し、4曲紹介。
  - 4曲目にかかった曲名の終わりのかな字が次週のお題となった。"ん"で終る曲でもリクエスト可。（例：「あ」で始まる曲名）

※2002年頃まで毎年6月頃に新人アナウンサーがグループを組んで取材したレポートを放送していた。レポート担当、送出担当等に分かれて成果発表していた。

## 他地域の番組
同じ時間に放送していたもの
- 横浜放送局：よこはまサウンド♪シャトル
- さいたま放送局：日刊!さいたま〜ず
- 水戸放送局：fm水戸アップデート　2008年度限りで終了
- 東海・北陸地方：FMトワイライト　2012年度限りで終了
- 関西地方：FMサウンドポケット なみはな
- 九州・沖縄地方：夕べのひととき　2012年度限りで終了

金曜日に放送しているもの
- 沖縄放送局：うちなぁジョッキー（第1・第3の同時間）
- さいたま放送局：週刊☆サッカー王国

この番組と同じく2010年度限りで終了
- 北海道：フレッシュサウンド北海道
- 東北地方：夕べのひととき
- 宇都宮放送局：とちぎ6時です!
- 前橋放送局：トワイライト群馬
- 千葉放送局：まるごと千葉60分
- 中国地方：ゆうナビ!
- 四国地方：FMゆうやけジョッキー